# Малиновка (Кикнурский район)
Малиновка — посёлок в Кикнурском районе Кировской области.

## География
Находится на расстоянии примерно 9 км по прямой на северо-запад от райцентра поселка Кикнур.

## История
Известен с 1978 года как посёлок Кирпичный завод, в 1989 году учтено 114 жителей. До января 2020 года входил в Кикнурское сельское поселение до его упразднения.
Постановление Думы Кировской области от 01.11.1996 № 27/165 посёлок Кирпичный завод переименован в Малиновку.

## Население
| 2010 |
| ---- |
| 55   |

Постоянное население составляло 81 человек (русские 91 %) в 2002 году, 55 в 2010.